# Přezletice
Přezletice (en allemand : Prezletitz) est une commune du district de Prague-Est, dans la région de Bohême-Centrale, en République tchèque. Sa population s'élevait à 1 849 habitants en 2020.

## Géographie
Přezletice se trouve à 7 km au sud-ouest de Brandýs nad Labem-Stará Boleslav et à 14 km au nord-est du centre de Prague.
La commune est limitée par Brázdim au nord, par Podolanka à l'est, par Prague au sud et au sud-ouest et par Veleň au nord-ouest.

## Histoire
La première mention écrite de la localité date de 1352.